# تشارلز لوبولوا
تشارلز لوبولوا (بالإنجليزية: Charles Lubulwa)‏ (مواليد 28 ديسمبر 1964) هو ملاكم أوغندي، مثّل بلاده في الألعاب الأولمبية الصيفية في دورات 1980 و1984 و1988.

## روابط خارجية
تشارلز لوبولوا على موقع أوليمبيديا (الإنجليزية)
- تشارلز لوبولوا على موقع اتحاد ألعاب الكومنولث (مؤرشف) (الإنجليزية)